# 3509 Sanshui
3509 Sanshui је астероид главног астероидног појаса чија средња удаљеност од Сунца износи 2,599 астрономских јединица (АЈ).
Апсолутна магнитуда астероида је 12,1.